# Herzl Jankl Zam

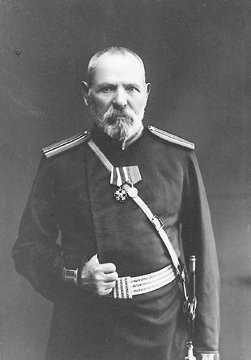
H.J. Zam, hier im Rang eines Hauptmanns der KRA

Herzl Jankl Zam (russisch: Герцель Янкелевич Цам) (* 1835 in Goringrad, Gouvernement Wolhynien; † 1915 in Tomsk) war ein jüdischer Kantonist im Russischen Reich. Zam war anscheinend der einzige jüdische Offizier in der zaristischen Armee des 19. Jahrhunderts, der einen hohen Rang entsprechend einem Oberst hatte.
Eingezogen als 17-jähriger Kantonist, diente Zam in Tomsk in Sibirien. Zam wurde im Jahr 1873 zum Offizier befördert (seine Kameraden bezeugten im Beförderungsgesuch seine Qualitäten); nach 41-jähriger Dienstzeit ging er in den Ruhestand mit dem Rang und der Pension eines Obersts (подполковник). Die Beförderung wurde am Tag seiner Pensionierung bewilligt, so dass ihm ein entsprechendes Ruhestandsgeld zuteilwurde, er aber nicht mehr als Oberst dienen konnte. Als fähiger Kommandant und Verwalter wandelte er eine der schlechtesten Kompanien zu einer der besten. Trotz Drucks von außen konvertierte er nie zur Staatsreligion des Russisch-Orthodoxen Christentums.
Nach seinem Ausscheiden aus dem Militär nahm Zam aktiv am Leben seiner jüdischen Gemeinde in Tomsk teil.